# Lijst van voetbalinterlands Finland - Noorwegen
Deze lijst van voetbalinterlands is een overzicht van alle officiële voetbalwedstrijden tussen de nationale teams van Finland en Noorwegen. De buurlanden speelden tot op heden 61 keer tegen elkaar, te beginnen met een vriendschappelijke wedstrijd in Kristiania op 25 mei 1921. Het laatste duel, eveneens een vriendschappelijke wedstrijd, vond plaats op 20 november 2022 in Oslo.

## Wedstrijden
| №  | Plaats     | Datum             | Competitie           | Wedstrijd           | Uitslag |
| -- | ---------- | ----------------- | -------------------- | ------------------- | ------- |
| 1  | Kristiania | 25 mei 1921       | Vriendschappelijk    | Noorwegen – Finland | 3 – 2   |
| 2  | Helsinki   | 26 augustus 1922  | Vriendschappelijk    | Finland – Noorwegen | 1 – 3   |
| 3  | Kristiania | 17 juni 1923      | Vriendschappelijk    | Noorwegen – Finland | 3 – 0   |
| 4  | Helsinki   | 30 oktober 1924   | Vriendschappelijk    | Finland – Noorwegen | 2 – 0   |
| 5  | Oslo       | 7 juni 1925       | Vriendschappelijk    | Noorwegen – Finland | 1 – 0   |
| 6  | Helsinki   | 6 juni 1926       | Vriendschappelijk    | Finland – Noorwegen | 2 – 5   |
| 7  | Oslo       | 15 juni 1927      | Vriendschappelijk    | Noorwegen – Finland | 3 – 1   |
| 8  | Helsinki   | 3 juni 1928       | Vriendschappelijk    | Finland – Noorwegen | 0 – 6   |
| 9  | Oslo       | 18 juni 1929      | Vriendschappelijk    | Noorwegen – Finland | 4 – 0   |
| 10 | Oslo       | 1 juni 1930       | Vriendschappelijk    | Noorwegen – Finland | 6 – 2   |
| 11 | Helsinki   | 6 september 1931  | Vriendschappelijk    | Finland – Noorwegen | 4 – 4   |
| 12 | Oslo       | 17 juni 1932      | Vriendschappelijk    | Noorwegen – Finland | 2 – 1   |
| 13 | Helsinki   | 3 september 1933  | Vriendschappelijk    | Finland – Noorwegen | 1 – 5   |
| 14 | Oslo       | 2 september 1934  | Vriendschappelijk    | Noorwegen – Finland | 4 – 2   |
| 15 | Helsinki   | 8 september 1935  | Vriendschappelijk    | Finland – Noorwegen | 1 – 5   |
| 16 | Oslo       | 6 september 1936  | Vriendschappelijk    | Noorwegen – Finland | 0 – 2   |
| 17 | Helsinki   | 5 september 1937  | Vriendschappelijk    | Finland – Noorwegen | 0 – 2   |
| 18 | Oslo       | 17 juni 1938      | Vriendschappelijk    | Noorwegen – Finland | 9 – 0   |
| 19 | Helsinki   | 3 september 1939  | Vriendschappelijk    | Finland – Noorwegen | 1 – 2   |
| 20 | Bergen     | 28 juni 1946      | Vriendschappelijk    | Noorwegen – Finland | 12 – 0  |
| 21 | Helsinki   | 26 juni 1947      | Vriendschappelijk    | Finland – Noorwegen | 1 – 2   |
| 22 | Helsinki   | 7 september 1947  | Vriendschappelijk    | Finland – Noorwegen | 3 – 3   |
| 23 | Oslo       | 5 september 1948  | Vriendschappelijk    | Noorwegen – Finland | 2 – 0   |
| 24 | Helsinki   | 8 juli 1949       | Vriendschappelijk    | Finland – Noorwegen | 1 – 1   |
| 25 | Oslo       | 10 september 1950 | Vriendschappelijk    | Noorwegen – Finland | 4 – 1   |
| 26 | Helsinki   | 16 augustus 1951  | Vriendschappelijk    | Finland – Noorwegen | 1 – 1   |
| 27 | Oslo       | 10 juni 1952      | Vriendschappelijk    | Noorwegen – Finland | 1 – 2   |
| 28 | Oslo       | 31 augustus 1952  | Vriendschappelijk    | Noorwegen – Finland | 7 – 2   |
| 29 | Helsinki   | 30 augustus 1953  | Vriendschappelijk    | Finland – Noorwegen | 1 – 4   |
| 30 | Oslo       | 29 augustus 1954  | Vriendschappelijk    | Noorwegen – Finland | 3 – 1   |
| 31 | Helsinki   | 14 augustus 1955  | Vriendschappelijk    | Finland – Noorwegen | 1 – 3   |
| 32 | Oslo       | 26 augustus 1956  | Vriendschappelijk    | Noorwegen – Finland | 1 – 1   |
| 33 | Helsinki   | 1 september 1957  | Vriendschappelijk    | Finland – Noorwegen | 0 – 4   |
| 34 | Oslo       | 15 juni 1958      | Vriendschappelijk    | Noorwegen – Finland | 2 – 0   |
| 35 | Helsinki   | 28 juni 1959      | Vriendschappelijk    | Finland – Noorwegen | 2 – 4   |
| 36 | Oslo       | 28 augustus 1960  | Vriendschappelijk    | Noorwegen – Finland | 6 – 3   |
| 37 | Helsinki   | 27 juni 1961      | Vriendschappelijk    | Finland – Noorwegen | 4 – 1   |
| 38 | Bergen     | 26 augustus 1962  | Vriendschappelijk    | Noorwegen – Finland | 2 – 1   |
| 39 | Helsinki   | 27 juni 1963      | Vriendschappelijk    | Finland – Noorwegen | 2 – 0   |
| 40 | Trondheim  | 20 augustus 1964  | Vriendschappelijk    | Noorwegen – Finland | 2 – 0   |
| 41 | Helsinki   | 8 augustus 1965   | Vriendschappelijk    | Finland – Noorwegen | 4 – 0   |
| 42 | Stavanger  | 14 augustus 1966  | Vriendschappelijk    | Noorwegen – Finland | 1 – 1   |
| 43 | Helsinki   | 1 juni 1967       | Vriendschappelijk    | Finland – Noorwegen | 0 – 2   |
| 44 | Oslo       | 18 augustus 1968  | Vriendschappelijk    | Noorwegen – Finland | 4 – 1   |
| 45 | Helsinki   | 24 augustus 1969  | Vriendschappelijk    | Finland – Noorwegen | 2 – 2   |
| 46 | Bergen     | 17 juni 1970      | Vriendschappelijk    | Noorwegen – Finland | 2 – 0   |
| 47 | Helsinki   | 25 augustus 1971  | Vriendschappelijk    | Finland – Noorwegen | 1 – 1   |
| 48 | Turku      | 28 mei 1972       | Vriendschappelijk    | Finland – Noorwegen | 0 – 0   |
| 49 | Oslo       | 15 augustus 1974  | Vriendschappelijk    | Noorwegen – Finland | 1 – 2   |
| 50 | Oslo       | 18 augustus 1977  | Vriendschappelijk    | Noorwegen – Finland | 1 – 1   |
| 51 | Helsinki   | 9 augustus 1978   | Vriendschappelijk    | Finland – Noorwegen | 1 – 1   |
| 52 | Oslo       | 21 augustus 1980  | Vriendschappelijk    | Noorwegen – Finland | 6 – 1   |
| 53 | Helsinki   | 2 juli 1981       | Vriendschappelijk    | Finland – Noorwegen | 3 – 1   |
| 54 | Stavanger  | 28 april 1982     | Vriendschappelijk    | Noorwegen – Finland | 1 – 1   |
| 55 | Oslo       | 30 april 1997     | WK 1998 kwalificatie | Noorwegen – Finland | 1 – 1   |
| 56 | Helsinki   | 20 augustus 1997  | WK 1998 kwalificatie | Finland – Noorwegen | 0 – 4   |
| 57 | Helsinki   | 16 augustus 2000  | Vriendschappelijk    | Finland – Noorwegen | 3 – 1   |
| 58 | Oslo       | 22 mei 2003       | Vriendschappelijk    | Noorwegen – Finland | 2 – 0   |
| 59 | Oslo       | 1 april 2009      | Vriendschappelijk    | Noorwegen – Finland | 3 – 2   |
| 60 | Oslo       | 29 maart 2016     | Vriendschappelijk    | Noorwegen – Finland | 2 – 0   |
| 61 | Oslo       | 20 november 2022  | Vriendschappelijk    | Noorwegen − Finland | 1 − 1   |

## Samenvatting
| Competitie        | Totaal gespeeld | Winst Finland | Gelijk | Winst Noorwegen | Doelsaldo Finland – Noorwegen |
| ----------------- | --------------- | ------------- | ------ | --------------- | ----------------------------- |
| WK-kwalificatie   | 2               | 0             | 1      | 1               | 1 − 5                         |
| Vriendschappelijk | 59              | 9             | 13     | 37              | 73 − 164                      |
| Totaal            | 61              | 9             | 14     | 38              | 74 − 169                      |

Wedstrijden bepaald door strafschoppen worden, in lijn met de FIFA, als een gelijkspel gerekend.

## Details

### 46ste ontmoeting
| Vriendschappelijk (Bergen, Noorwegen, 17 juni 1970): |       |         |
| Noorwegen                                            | 2 – 0 | Finland |
| Hans Edgar Paulsen 59' Finn Seeman 76'               | goals |         |

### 47ste ontmoeting
| Vriendschappelijk (Helsinki, Finland, 25 augustus 1971): |       |                 |
| Finland                                                  | 1 – 1 | Noorwegen       |
| Heikki Suhonen 71'                                       | goals | ??' Jan Fuglset |

### 48ste ontmoeting
| Vriendschappelijk (Turku, Finland, 28 mei 1972): |       |           |
| Finland                                          | 0 – 0 | Noorwegen |

### 49ste ontmoeting
| Vriendschappelijk (Oslo, Noorwegen, 15 augustus 1974): |       |                                          |
| Noorwegen                                              | 1 – 2 | Finland                                  |
| Tor Johansen 73'                                       | goals | 31' Aki Heiskainen 37' Matti Paatelainen |

### 50ste ontmoeting
| Vriendschappelijk (Oslo, Noorwegen, 18 augustus 1977):                                                                                   |       |                       |
| Noorwegen | 1 – 1 | Finland               |
| Odd Iversen 15' | goals | 86' Matti Paatelainen |
| - Debuut van Birk Engstrøm (Bryne FK) voor Noorwegen. - Debuut van Pekka Hieta (KPT Kupio) en Reima Kokko (Kronohagens IF) voor Finland. |       |                       |

### 51ste ontmoeting
| Vriendschappelijk (Oslo, Noorwegen, 9 augustus 1978):                                                      |       |                  |
| Finland | 1 – 1 | Noorwegen        |
| Atik Ismail 79'                                                                                            | goals | 61' Tor Johansen |
| - Debuut van Antti Ronkainen (FC Haka) voor Finland. - Debuut van Bjarne Berntsen (Viking) voor Noorwegen. |       |                  |

### 52ste ontmoeting
| Vriendschappelijk (Oslo, Noorwegen, 21 augustus 1980):                                                   |       |                    |
| Noorwegen                                                                                                | 6 – 1 | Finland            |
| Pål Jacobsen 30' Pål Jacobsen 39' Arne Dokken 50' (pen.) Einar Aas 61' Pål Jacobsen 73' Pål Jacobsen 83' | goals | 43' Juhani Himanka |

### 53ste ontmoeting
| Vriendschappelijk (Helsinki, Finland, 2 juli 1981):   |       |                    |
| Finland                                               | 3 – 1 | Noorwegen          |
| Keijo Kousa 31' Hannu Rajaniemi 60' Hannu Turunen 61' | goals | 47' Vidar Davidsen |

### 54ste ontmoeting
| Vriendschappelijk (Stavanger, Noorwegen, 28 april 1982): |       |                    |
| Noorwegen                                                | 1 – 1 | Finland            |
| Hallvar Thoresen 76'                                     | goals | 16' Jyrki Nieminen |

### 55ste ontmoeting
| WK 1998 kwalificatie (Oslo, Noorwegen, 30 april 1997): |       |                   |
| Noorwegen                                              | 1 – 1 | Finland           |
| Ole Gunnar Solskjær 83'                                | goals | 60' Antti Sumiala |

### 56ste ontmoeting
| WK 1998 kwalificatie (Helsinki, Finland, 20 augustus 1997): |       |                                                                       |
| Finland                                                     | 0 – 4 | Noorwegen                                                             |
|                                                             | goals | 8' Ståle Solbakken 12' Petter Rudi 48' Jostein Flo 84' Tore André Flo |
| - Debuut van doelman Teuvo Moilanen voor Finland.           |       |                                                                       |

### 57ste ontmoeting
| Vriendschappelijk (Helsinki, Finland, 16 augustus 2000):   |       |                      |
| Finland                                                    | 3 – 1 | Noorwegen            |
| Jari Litmanen 24' Jari Litmanen 61' Shefki Kuqi 90' (pen.) | goals | 54' Torstein Helstad |
| - Debuut van verdediger Janne Saarinen voor Finland.       |       |                      |

### 58ste ontmoeting
| Vriendschappelijk (Oslo, Noorwegen, 22 mei 2003): |       |         |
| Noorwegen                                         | 2 – 0 | Finland |
| Øyvind Leonhardsen 22' Tore André Flo 80'         | goals |         |
| - Debuut van Daniel Sjölund voor Finland.         |       |         |

### 59ste ontmoeting
| Vriendschappelijk (Oslo, Noorwegen, 1 april 2009): |              | |
| Noorwegen | 3 – 2        | Finland |
| John Arne Riise 56' Jon Inge Høiland 90' Morten Gamst Pedersen 90+2' | goals        | 39' Jonatan Johansson 90+1' Aleksej Jerjomenko |
| Egil Olsen | bondscoach   | Stuart Baxter |
| Jon Knudsen Jon Inge Høiland Tore Reginiussen Brede Hangeland John Arne Riise Daniel Braaten 61' Bjørn Helge Riise 75' Christian Grindheim 84' Morten Gamst Pedersen Thorstein Helstad 46' John Carew | opstellingen | Niki Mäenpää 67' Ari Nyman Petri Pasanen Hannu Tihinen Toni Kallio 81' Markus Heikkinen Roman Jerjomenko 71' Roni Porokara 46' Jari Litmanen Jonatan Johansson 77' Mikael Forssell |
| Mohammed Abdellaoue 46' Jan Gunnar Solli 61' Alexander Tettey 75' Martin Andresen 84' | wissels      | 46' Aleksej Jerjomenko 67' Toni Kuivasto 71' Daniel Sjölund 77' Shefki Kuqi 81' Tim Sparv                                                                                          |

Finse voetbalbond · A-internationals · Bondscoaches · Statistieken · Fins vrouwenelftal · Olympisch elftal · Finland U21 · Finland U20 · Finland U19 · Finland U18 · Finland U17 · Finland U16
1911 – 1919 ·
1920 – 1929 ·
1930 – 1939 ·
1940 – 1949 ·
1950 – 1959 ·
1960 – 1969 ·
1970 – 1979 ·
1980 – 1989 ·
1990 – 1999 ·
2000 – 2009 ·
2010 – 2019 ·
2020 − 2029
EK 2020
OS 1912 ·
OS 1936 ·
OS 1952 ·
OS 1980
1911 · 
1912 · 
1913 · 
1914 · 
1915 · 1916 · 1917 · 1918 · 
1919 · 
1920 · 
1921 · 
1922 · 
1923 · 
1924 · 
1925 · 
1926 · 
1927 · 
1928 · 
1929 · 
1930 · 
1931 · 
1932 · 
1933 · 
1934 · 
1935 · 
1936 · 
1937 · 
1938 · 
1939 · 
1940 · 
1941 · 
1942 · 
1943 · 
1944 · 
1945 · 
1946 · 
1947 · 
1948 · 
1949 · 
1950 · 
1952 · 
1952 · 
1953 · 
1954 · 
1955 · 
1956 · 
1957 · 
1958 · 
1959 · 
1960 · 
1961 · 
1962 · 
1963 · 
1964 · 
1965 · 
1966 · 
1967 · 
1968 · 
1969 · 
1970 · 
1971 · 
1972 · 
1973 · 
1974 · 
1975 · 
1976 · 
1977 · 
1978 · 
1979 · 
1980 · 
1981 · 
1982 · 
1983 · 
1984 · 
1985 · 
1986 · 
1987 · 
1988 · 
1989 · 
1990 · 
1991 · 
1992 · 
1993 · 
1994 · 
1995 · 
1996 · 
1997 · 
1998 · 
1999 · 
2000 · 
2001 · 
2002 · 
2003 · 
2004 · 
2005 · 
2006 · 
2007 · 
2008 · 
2009 · 
2010 · 
2011 · 
2012 · 
2013 · 
2014 · 
2015 · 
2016 · 
2017 · 
2018 ·
2019 ·
2020
Albanië ·
Algerije ·
Andorra ·
Armenië ·
Azerbeidzjan ·
Bahrein ·
Barbados ·
België ·
Bermuda ·
Bolivia ·
Bosnië en Herzegovina ·
Brazilië ·
Bulgarije ·
Canada ·
Chili ·
China ·
Colombia ·
Costa Rica ·
Cyprus ·
Denemarken ·
DDR ·
(West-)Duitsland ·
Ecuador ·
Egypte ·
Engeland ·
Estland ·
Faeröer ·
Frankrijk ·
Georgië ·
Griekenland ·
Honduras ·
Hongarije ·
Ierland ·
IJsland ·
India ·
Irak ·
Israël ·
Italië ·
Japan ·
Jemen ·
Joegoslavië ·
Jordanië ·
Kameroen ·
Kazachstan ·
Koeweit ·
Kosovo ·
Kroatië ·
Letland ·
Liechtenstein ·
Litouwen ·
Luxemburg ·
Maleisië ·
Malta ·
Marokko ·
Mexico ·
Moldavië ·
Montenegro ·
Nederland ·
Noord-Ierland ·
Noord-Korea ·
Noord-Macedonië ·
Noorwegen ·
Oekraïne · 
Oman ·
Oostenrijk ·
Peru ·
Polen ·
Portugal ·
Qatar ·
Roemenië ·
Rusland ·
San Marino ·
Saoedi-Arabië ·
Schotland ·
Servië ·
Servië en Montenegro ·
Singapore ·
Slovenië ·
Slowakije ·
Sovjet-Unie ·
Spanje ·
Thailand ·
Trinidad en Tobago ·
Tsjechië ·
Tsjecho-Slowakije ·
Tunesië ·
Turkije ·
Uruguay ·
Verenigde Arabische Emiraten ·
Verenigde Staten ·
Wales ·
Wit-Rusland ·
Zuid-Korea ·
Zweden ·
Zwitserland
België (2021) · 
Denemarken (2021) · 
Rusland (2021)
NFF · A-internationals · Selecties · Bondscoaches · Noors vrouwenelftal · Olympisch elftal · Noorwegen U21 · Noorwegen U20 · Noorwegen U19 · Noorwegen U18 · Noorwegen U17 · Noorwegen U16 · Vrouwen U17
1908 – 1919 ·
1920 – 1929 ·
1930 – 1939 ·
1940 – 1949 ·
1950 – 1959 ·
1960 – 1969 ·
1970 – 1979 ·
1980 – 1989 ·
1990 – 1999 ·
2000 – 2009 ·
2010 – 2019 ·
2020 − 2029
EK 2000
WK 1938 ·
WK 1994 ·
WK 1998
OS 1912 · 
OS 1920 · 
OS 1936 · 
OS 1952 · 
OS 1984
1908 ·
1909 ·
1910 ·
1911 ·
1912 · 
1913 · 
1914 · 
1915 · 
1916 · 
1917 · 
1918 · 
1919 · 
1920 · 
1921 · 
1922 · 
1923 · 
1924 · 
1925 · 
1926 · 
1927 · 
1928 · 
1929 · 
1930 · 
1931 · 
1932 · 
1933 · 
1934 · 
1935 · 
1936 · 
1937 · 
1938 · 
1939 · 
1940 – 1944 · 
1945 · 
1946 · 
1947 · 
1948 · 
1949 · 
1950 · 
1952 · 
1952 · 
1953 · 
1954 · 
1955 · 
1956 · 
1957 · 
1958 · 
1959 · 
1960 · 
1961 · 
1962 · 
1963 · 
1964 · 
1965 · 
1966 · 
1967 · 
1968 · 
1969 · 
1970 · 
1971 · 
1972 · 
1973 · 
1974 · 
1975 · 
1976 · 
1977 · 
1978 · 
1979 · 
1980 · 
1981 · 
1982 · 
1983 · 
1984 · 
1985 · 
1986 · 
1987 · 
1988 · 
1989 · 
1990 ·
1991 · 
1992 · 
1993 · 
1994 · 
1995 · 
1996 · 
1997 · 
1998 · 
1999 · 
2000 · 
2001 · 
2002 · 
2003 · 
2004 · 
2005 · 
2006 · 
2007 · 
2008 · 
2009 · 
2010 · 
2011 · 
2012 · 
2013 · 
2014 · 
2015 · 
2016 · 
2017 · 
2018 ·
2019 ·
2020 ·
2021 ·
2022 ·
2023 ·
2024
Albanië ·
Argentinië ·
Armenië ·
Australië ·
Azerbeidzjan ·
Bahrein ·
België ·
Bermuda ·
Bosnië en Herzegovina ·
Brazilië ·
Bulgarije ·
China ·
Colombia ·
Costa Rica ·
Cyprus ·
Denemarken ·
DDR ·
Duitsland ·
Egypte ·
Engeland ·
Estland ·
Faeröer ·
Finland ·
Frankrijk ·
Georgië ·
Ghana ·
Gibraltar ·
Grenada ·
Griekenland ·
Guatemala ·
Honduras ·
Hongarije ·
Hongkong ·
Ierland ·
IJsland ·
Israël ·
Italië ·
Jamaica ·
Japan ·
Joegoslavië ·
Jordanië ·
Kameroen ·
Kazachstan ·
Koeweit ·
Kosovo ·
Kroatië ·
Letland ·
Litouwen ·
Luxemburg ·
Malta ·
Marokko ·
Mexico ·
Moldavië ·
Montenegro ·
Nederland ·
Nieuw-Zeeland ·
Nigeria ·
Noord-Ierland ·
Noord-Korea ·
Noord-Macedonië ·
Oekraïne ·
Oman ·
Oostenrijk ·
Panama ·
Paraguay ·
Polen ·
Portugal ·
Qatar ·
Roemenië ·
Rusland ·
Saarland ·
San Marino ·
Saoedi-Arabië ·
Schotland ·
Senegal ·
Servië ·
Servië en Montenegro ·
Singapore ·
Slovenië ·
Slowakije ·
Sovjet-Unie ·
Spanje ·
Thailand ·
Trinidad en Tobago ·
Tsjechië ·
Tsjecho-Slowakije ·
Tunesië ·
Turkije ·
Uruguay ·
Verenigde Arabische Emiraten ·
Verenigde Staten ·
Verenigd Koninkrijk ·
Wales ·
Wit-Rusland ·
Zuid-Afrika ·
Zuid-Korea ·
Zweden ·
Zwitserland